# Prix Daphne Caruana Galizia pour le journalisme
Le Prix Daphne Caruana Galizia pour le journalisme est une récompense européenne de journalisme remise annuellement par le Parlement européen depuis 2020,.
Le prix met en valeur un travail journalistique d’excellence par des journalistes des États membres de l'Union européenne qui promeut et défend les valeurs et les principes de l'Union, comme la dignité humaine, la liberté, la démocratie, l’égalité, l’État de droit et les droits humains,.
Le prix a été nommé en hommage à Daphne Caruana Galizia, journaliste d'enquête maltaise spécialisée dans les questions de corruption, assassinée par attentat à la voiture piégée en 2017.
Le projet lauréat est annoncé autour du 16 octobre, date du meurtre de Daphne Caruana Galizia, et la cérémonie de remise du prix à lieu au siège strasbourgeois du Parlement européen en décembre. Le projet lauréat est sélectionné par un jury comptant au moins 27 personnalités du monde du journalisme, des médias et de la société civile. Bien que la langue officielle du prix soit l'anglais, le travail peut être soumis dans toute autre langue officielle de l'Union européenne. Le prix s'accompagne d'une somme d'argent de 20 000 euros,.

## Liste des lauréats
| Année | Nom du travail                                                           | Auteur                                                                        | Réf.   |
| ----- | ------------------------------------------------------------------------ | ----------------------------------------------------------------------------- | ------ |
| 2021  | Projet Pegasus                                                           | Consortium Forbidden Stories                                                  | [ 9 ]  |
| 2022  | Centrafrique, le soft-power russe (documentaire)                         | Clément Di Roma et Carol Valade (ARTE/France24/Le Monde)                      | [ 10 ] |
| 2023  | Enquête conjointesur le naufrage du bateau de migrants au large de Pylos | Consortium Solomon, en collaboration avec Forensis, StrgF/ARD et The Guardian | ,      |
| 2024  | Enquête sur le disparition des mineurs étrangers en Europe               | Consortium Lost in Europe                                                     | [ 15 ] |

## Galerie
| |
| Cérémonie de remise du prix en 2022, Clément di Roma et Carol Valade avec Roberta Metsola, Présidente du Parlement européen |

|                                     |
| Cérémonie de remise du prix en 2023 |